# Plaza Gandhi
La plaza Gandhi (en inglés: Gandhi Square; antes Van Der Bijl Square) es una plaza situada en el Distrito Central de Negocios de Johannesburgo, en Sudáfrica. Lleva el nombre del activista político y pacifista indio, Mahatma Gandhi. Antes se llamaba Plaza Van der Bijl nombre que fue desechado. Estuvo en el centro de uno de los barrios más necesitados de Johannesburgo. Luego, en la década de 1990, Gerald Olitzki, un promotor inmobiliario, se acercó al gobierno con un proyecto para mejorar el lugar. Aunque inicialmente se le negó, el proyecto fue finalmente llevado a cabo con el apoyo del gobierno, y se terminó en 2001, a un costo de aproximadamente 2 millones de rands. La terminal de autobuses local también fue renovada, y ahora cuenta con seguridad las 24 horas del día, y muchas de las tiendas de la plaza han vuelto al lugar.